# San Zenone degli Ezzelini
San Zenone degli Ezzelini é uma comuna italiana da região do Vêneto, província de Treviso, com cerca de 6.506 habitantes. Estende-se por uma área de 19 km², tendo uma densidade populacional de 342 hab/km². Faz fronteira com Borso del Grappa, Crespano del Grappa, Fonte, Loria, Mussolente (VI), Riese Pio X.

## Demografia
| Variação demográfica do município entre 1861 e 2011                               |
|                                                                                   |
| Fonte: Istituto Nazionale di Statistica (ISTAT) - Elaboração gráfica da Wikipedia |